# Scarlet Love Song -BUDDHA MIX-
Scarlet Love Song -Buddha Mix- è un singolo del gruppo musicale giapponese X Japan, uscito come download digitale per il mercato giapponese su iTunes l'8 giugno 2011. La canzone fa parte della colonna sonora del lungometraggio animato del manga Budda.

## Tracce
1. Scarlet Love Song -Buddha Mix- - 6:14 (Yoshiki - Yoshiki)

## Formazione
- Toshi - voce
- Hide - chitarra
- Heath - basso
- Pata - chitarra
- Sugizo - chitarra
- Yoshiki - batteria & pianoforte